# Piz Kesch
Piz Kesch (em romanche:  Piz d'Es-cha) é uma montanha dos Alpes de Albula, subcordilheira dos Alpes Réticos, situada no município de Bergün/Bravuogn, em Graubünden (cantão dos Grisões), na Suíça. Tem 3418 m de altitude e 1503 m de proeminência topográfica, pelo que é um pico ultraproeminente.
O Piz Kesch faz parte da divisória continental entre o sudeste dos Alpes Suíços, entre a bacia do rio Reno que drena para o mar do Norte e a bacia do rio Danúbio que drena para o mar Negro. É ainda o pico mais alto dos Alpes Orientais a norte do rio Inn. A norte do pico e quase no topo fica o glaciar Porchabella.

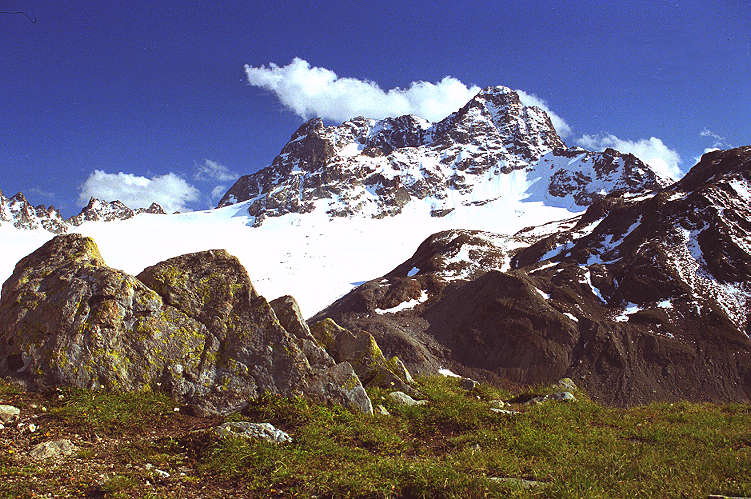
O Piz Kesch e o glaciar Porchabella